# Майсан
Мейсан е една от 18-те административни области в Ирак. Административният ѝ център е град Ал Амара. Областта се намира в източната част на страната и граничи с Иран. По оценка за юли 2018 г. населението е 1 112 673 жители.